# Bythocythere bradyi
Bythocythere bradyi är en kräftdjursart som beskrevs av Georg Ossian Sars 1926. Bythocythere bradyi ingår i släktet Bythocythere och familjen Bythocytheridae. Inga underarter finns listade.